# 彩月七緒
彩月 七緒（さつき なお、2002年6月16日 - ）は、日本のAV女優。 東京都出身。Bstar所属。

## 略歴
2024年1月25日、AV女優としてデビュー。デビューのきっかけは、高校時代のあだ名が上原亜衣に似ているということから「AV女優」だったこと。最初は戸惑ったが、検索した結果似ていると思ったこと、成人してから上原の作品を観た時に興味を持ったことでAV女優を目指した。
デビュー作『超大物新人 彩月七緒 AV DEBUT 大学生からスターへ いま始まるシンデレラストーリー』は2024年1月8日週FANZA通販フロアランキングで初登場10位。同作では、おっとりしたおとなしいインタビューからの一転、絡みでのエロ豹変ぶりが話題となった。アサヒ芸能編集部いわく「絶叫しっぱなしの末恐ろしい新人」。
2024年4月1日週FANZAレンタルフロアランキングにて、デビュー作は初登場6位にランクイン。4月8日週の同ランキングでも6位を維持。
同年9月15日、埼玉県・しらこばと水上公園で開催されたプール撮影会『TREND GIRLS 撮影会 2024』内で行われた「TREND GIRLSファッションショー」に参加し、水着姿でランウェイを歩いた。
同年12月24日、光文社『FLASH』が独自集計した「FLASHセクシー女優ランキング2024」23位。
2025年5月には、埼玉県・しらこばと水上公園で行われた『TREND GIRLS撮影会2025』に参加。豊かなバストなどから「ムチボディ炸裂」と報道された。

## 人物
- デビュー当時（2024年1月時点）は大学3年生で、保育士を目指していた[1]。
- 3姉妹の長女[3]で、性格は面倒見が良く、人懐っこいと言われる[9]。
- 趣味は観劇、旅行[9]、トレッキング[10]。
- 中学生の頃から男子からよく声をかけられていたが、強豪校のバレーボール部だったため恋愛禁止であった。また高校時代は学級委員長をやっていたため、同級生と付き合いたくなかったという[11]。
- 初体験は18歳の時に、4歳年上（媒体によっては5歳上と回答[3]）の大学生だった彼氏とラブホテルで経験[3][12]。この彼とは高校2年の時に出会っているが、卒業まで待ってもらいロストバージン（処女喪失）した[3]。待ちの状態にしていた理由は挿入するのが怖かったため。その代わりに飴玉で舌遣いの練習をして、フェラだけはしてあげていたという[3]。また彼とのフェラ特訓の末に、ベルトを外す音を聞くとエロスイッチが入るようになった[3]。
- 昼は大学の講義と課題、夜は焼き鳥屋のバイトと多忙に過ごし、ホスピタリティの高さから人数合わせで合コンに呼ばれた際には、男性と一夜を共にする率が高かった。
- 好きな体位は正常位、松葉崩し、騎乗位[13]。
- AVライターの末吉みちおは「上品な女の子が下品に乱れまくる落差がたまりませんね」とギャップを魅力として解説しており、「潮吹きが素晴らしく、長雨のように降り注ぐのが激エロ」とテクニック面を評価している[14]。また同じくライターの芝田カズは特徴的な喘ぎ声として「ぎもぢぃぃぃ!」、「いぐぅぅぅ!」と叫びを具体的に表現することを挙げている[15]。

## 作品

### アダルトビデオ
2024年
- 超大物新人 彩月七緒 AV DEBUT 大学生からスターへ いま始まるシンデレラストーリー（1月25日、SODクリエイト）
- 保育士を目指していたエッチなカラダの大学生 彩月七緒（21）（2月13日、SODクリエイト）
- 彩月七緒の極上なカラダを思う存分楽しむ1日 A day with Nao… 彩月七緒（3月20日、SODクリエイト）
- デカチン・連続潮吹き・オナ見せ・3P 全部初めてのSEXで大・大・大絶頂!!! 彩月七緒（4月25日、SODクリエイト）[15][14]
- 素顔のドキュメント。おじさんと2人っきり一日中ホテルにこもってじっくりセックス。 彩月七緒（5月23日、SODクリエイト）[16][17]
- 超絶品ボディから溢れ滴る汗潮涎 体液まみれで絶叫イキを繰り返す濃密性交 彩月七緒（6月20日、SODクリエイト）
- デカチンに8,000発以上ピストンされて限界までイキまくっても尽きない底なしの性欲 彩月七緒（7月25日、SODクリエイト）
- 【検証】1週間の予告エロドッキリ!! 気持ちいいと声が大きくなる七緒ちゃんは声ガマン必須の場所でエッチな仕掛けをされたらどうなってしまうのか!? 彩月七緒（8月22日、SODクリエイト）[18]
- 花見の席で意気投合した控えめな女子社員は飲んだら豹変「これで縛られたい…」と願望がエスカレートし手枷・イラマ・PtoMで涙目絶頂する隠れマゾだった! 彩月七緒（9月26日、SODクリエイト）
- 彼女の妹はいつもノーブラで美乳がポロン! 誘惑されて理性崩壊した僕は何度も可愛い顔に顔射した 彩月七緒（10月24日、SODクリエイト）
- 超美乳Hカップと優しい囁きで男心を鷲掴みしハッスルタイム後も馬乗りのまま裏オプ本番を誘ってくるおっパブ嬢 彩月七緒（11月21日、SODクリエイト）[17]
- 最近付き合った地味だけど隠れ巨乳な彼女と初めてのキャンプデート Tシャツからハミ出した巨乳に火が付いてしまい精子が尽きるまでめちゃくちゃセックスしまくった 彩月七緒（12月26日、SODクリエイト）[17][19]

2025年
- 一泊二日で12発射精しちゃうヤリまくりイチャイチャ温泉旅行 彩月七緒（1月23日、SODクリエイト）[20]
- ロケ帰り相部屋NTR 大雪で東京に帰れなくなったお天気キャスターが陰湿なプロデューサーに潮を吹かされ開発され続けた一夜 彩月七緒（2月20日、SODクリエイト）[17]
- 射精無限大Hカップソープ 必ず10発抜いてくれる! 笑顔で癒される神乳ボディ 彩月七緒（3月20日、SODクリエイト）[21]
- 校内で‘感度倍増リキッド’漬けにした担任を飼ってますww ガニ股 & 固定バイブで拘束放置しマ〇コが麻痺するほど限界イカセ 彩月七緒（4月24日、SODクリエイト）

- 職場でもお構いなしにバレたらヤバい場所で涙目イラマ 年下部下を沼らせる喉奥性感帯のシゴデキ女主任 彩月七緒（5月22日、SODクリエイト）
- 最高の愛人とヤリまくり。なお（6月4日、SODクリエイト）※なお（23）名義
- いいなり温泉旅行 彩月七緒（6月26日、SODクリエイト）
- 彩月七緒の休日 引っ越し直前の自宅でハメ撮りノーカットSEXと顔射 彩月七緒（7月16日、SODクリエイト）
- 絶頂開発 敏感BODYをガクブル震わせながらジブン史上最高の激イキ！巨根大絶頂 彩月七緒（7月24日、SODクリエイト）

### VR
2024年
- VR CHANNEL 005 8K VR7射精 彩月七緒 彩月七緒を感じる5コーナー（顔、身体、胸、尻、緊張）5コーナー × 顔特化キス & ガン見フェラ×全裸観察 × オイルエステ × おっぱい密着特化 × ハメ撮り特化SEX（10月17日、SODクリエイト）

2025年
- 【8K】蕩けるキスとドエロHカップであざと誘惑してくる僕だけの愛人。 彩月七緒（7月10日、SODクリエイト）

### イメージビデオ
2024年
- etoile 彩月七緒（12月1日、ファインピクチャーズ）

2025年
- Best naked 彩月七緒（2月28日、Naked Actress）※DVD版とBD版でジャケット写真が異なる。
- Best naked 02 彩月七緒（2025年5月28日、Naked Actress）※DVD版とBD版でジャケット写真が異なる。

### 写真集
- はぴぱら 彩月七緒（2024年11月9日、竹書房、撮影：マキハラススム）ISBN 978-4-8019-4217-2 [22]

### デジタル写真集
- FLASHデジタル写真集R 彩月七緒 美しき喘ぎ（2024年9月30日、光文社、撮影：佐々木大輔）
- 爆乳ヌルヌル沼 百田光稀 × 彩月七緒 週刊ポストデジタル写真集（2025年5月1日、小学館、撮影：浜田一喜）[23]

## 出演

### 音楽イベント
- 楽演祭 vol.29（2024年02月14日、東京・池袋LiveinnROSA）
- 月で逢いましょう vol.94 原宿大作戦（2024年5月16日、東京・三軒茶屋グレープフルーツムーン）[24]

### ラジオ
- SODの土曜のお昼からごめんなさい（2024年3月16日、東京・渋谷クロスFM）
- トイズハート放送局（2025年6月28日、ラジオ関西）[25]

### テレビ
- ケンコバのバコバコナイト「バコバコSXII」（2025年1月3日 - 1月24日、サンテレビ）

### 海外活動
- Taiwan Adult Expo（2024年4月5-7日、台北・松山文創園區）